# 13 Ceti
13 Ceti (13 Cet / HD 3196 / GJ 23) es un sistema estelar localizado en la constelación de Cetus. Situado a una distancia de 69 años luz del sistema solar, tiene magnitud aparente +5,20.
La componente principal del sistema, 13 Ceti A, es una enana blanco-amarilla de tipo espectral F8V —semejante, por ejemplo, a γ Pavonis o a 111 Tauri— con una masa un 18 % mayor que la masa solar.
La componente secundaria, 13 Ceti B, es un análogo solar de tipo G0V o G2V cuya masa es comparable a la solar.
El semieje mayor de la órbita entre las dos componentes es de 0,23 segundos de arco, equivalente a una separación proyectada de 4,9 UA. Emplean 6,92 años en completar una vuelta alrededor del centro de masas común.
13 Ceti A es, a su vez, una binaria espectroscópica con un período orbital de solo 2,08 días.
La acompañante de este subsistema, 13 Ceti Ab, es una estrella de baja masa (~ 0,35 masas solares).
La proximidad entre estas dos estrellas genera una intensa actividad cromosférica, constituyendo el par una variable RS Canum Venaticorum, un tipo de variable eruptiva.
Como en otras variables de este tipo —entre las que se cuentan Capella (α Aurigae) o II Pegasi—, la fluctuación de brillo es pequeña, de solo 0,1 magnitudes.
El sistema recibe la denominación, en cuanto a variable, de BU Ceti.
La metalicidad de 13 Ceti es comparable a la solar ([Fe/H] = -0,07) y su edad se estima en 3800 millones de años.